# 伊斯蘭金融產品
伊斯蘭金融產品是指符合伊斯蘭教義的結構性金融產品，譬如伊斯蘭基金及伊斯蘭債券。現時英國、新加坡、馬來西亞及香港有發售這種金融產品。

## 簡介
伊斯蘭國家及信奉伊斯蘭教的人在投資的時候要遵守伊斯蘭投資原則（不可違反伊斯蘭教法（Shariah）的原則）。他們不容許收取利息，不容許投資酒精飲品或與豬肉相關的產品、賭博、休閒及娛樂等業務。
伊斯蘭基金如果從投資項目獲得違反教義的收益，有可能需要把該等收益捐予教法顧問認可的慈善機構，以避免投資者取得違反教義的收益。